# Abdon Robert Casso
Abdon Robert Cassó (Vallmanya, 27 d'agost del 1912 - París, 25 de febrer del 2002) va ser un militar nord-català nascut a la comarca del Conflent.

## Biografia
Es titulà a l'Escola de Mines d'Alèst el 1933, i es graduà com a sotstinent d'enginyers en la reserva (15 d'octubre del 1934) i com a enginyer titulat a l'Escola de Treballs Públics; posteriorment es doctorà en Ciències. Quan era tècnic en les obres de la línia Maginot, els alemanys el feren presoner el juliol del 1940. S'evadí el setembre i s'enrolà en les Forces Franceses de l'Interior (Resistència francesa), on també combatia el seu pare (aquest fou arrestat el 1943 i deportat a Buchenwald; sobrevisqué al camp, però morí de les seqüeles del seu captiveri poc després de l'alliberament). Amb el professor René Horte creà a la Catalunya del Nord la xarxa clandestina Sainte-Jeanne que es dedicà principalment a fer travessar la frontera belgues i francesos que volien passar al bàndol aliat. La xarxa fou esclafada després que uns atemptats causessin el 1944 la massacre i posterior deportació dels habitants de Vallmanya.
Entrà a Alemanya el 1945 integrat en un cos d'exèrcit americà. Va ser ascendit al grau de cap de batalló i serví als gabinets del Governador General del Sarre i del de la Renània. Després de passar per la Direcció de Treballs de Metz va ser destinat a ultramar. Del 1950 al 1953, a Tonquin (guerra d'Indoxina), es distingí al front del 75è. regiment d'Enginyers, primer, i com a cap d'estat major del grup operacional del Riu Negre durant dos anys. En aquest paper dirigí els treballs defensius del sector de Hải Phòng i fou un dels actors en la presa de Hoa-Binh i en la defensa de Na San (on, amb el grau de comandant, dirigí de 4 a 6 seccions d'enginyers). De tornada a la metròpoli va ser comandant de l'enginyeria de la 6a. Divisió Blindada i del tercer Regiment d'Enginyeria Blindada a Mézières (1953-1955). El 1954 havia estat nomenat tinent coronel. Fou adscrit a la Direcció de Treballs d'Enginyeria, a l'estat major particular del Ministeri de la Defensa i a l'Estat major general de la Defensa com a cap d'Informàtica (o d'Acció Psicològica i Informació segons algunes fonts). Va ser enviat a Algèria el 1961 per manar-hi l'Enginyeria del Cos d'Exèrcit de la regió d'Alger.
El 16 de març del 1963 va ser nomenat Comandant del Regiment de Bombers de París. L'1 d'abril del 1967 el general De Gaulle recreà el Regiment en Brigada de Bombers de París, i Abdon Cassó s'hi mantingué com a comandant, ara ascendit a general de brigada. S'hi jubilà el 26 d'agost del 1970, any en què creà el primer gabinet d'estudis francès especialitzat en la prevenció dels riscos i la protecció del públic contra els incendis. El mateix 1970 el Ministeri de l'Interior el nomenà alcalde del 17è districte de la capital francesa, càrrec que exercí fins al 1976. Va ser conseller municipal de París el 1976, substituint el difunt Paul Faber; fou reelegit el 1977 i ja no es presentà a les eleccions del 1983.
Cassó fou alcalde del seu poble natal del 1941 al 1944 i del 1945 al 1947.

Rebé diversos honors: la Creu de Guerra 1939-1945, la Medalla de la Resistència, fou Gran Oficial de la Legió d'Honor, va ser citat sis vegades a l'Ordre de l'Exèrcit... 
| « | Je lui souhaite de trouver dans la voie qu'il a déjà choisie une égale réussite, ses qualités d'esprit et de cœur en sont le plus sur garant | » |
| — General Meltz, governador militar de París i comandant de la Primera Regió Militar, Ordre du jour 14 | |   |

 El nou Institut de Ciències dels Riscos d'Alèst porta el seu nom, en homenatge a qui en fou destacat estudiant.

## Ètica del Bomber de París, redactada del general Cassó
| « | L'Ethique Du Sapeur-Pompier Altruisme, efficience, discrétion Je ne veux pas connaître ni ta philosophie, ni ta religion, ni ta tendance politique, peu m'importe que tu sois jeune ou vieux, riche ou pauvre, français ou étranger. Si je me permets de te demander quelle est ta peine, ce n'est pas par indiscrétion mais bien pour mieux t'aider. Quand tu m'appelles, j'accours, mais assure toi de m'avoir alerté par les voies les plus rapides et les plus sûres. Les minutes d'attente t'apparaîtront longues, très longues; dans ta détresse pardonne mon apparente lenteur. | » |
| — | |   |

## Obres
- Contribution à l'étude des précipitations diluviennes et des glissements de terrain en Roussillon Paris, 1948 (tesi a la Facultat de Ciències de la Universitat de París).